# Danse au Bénin

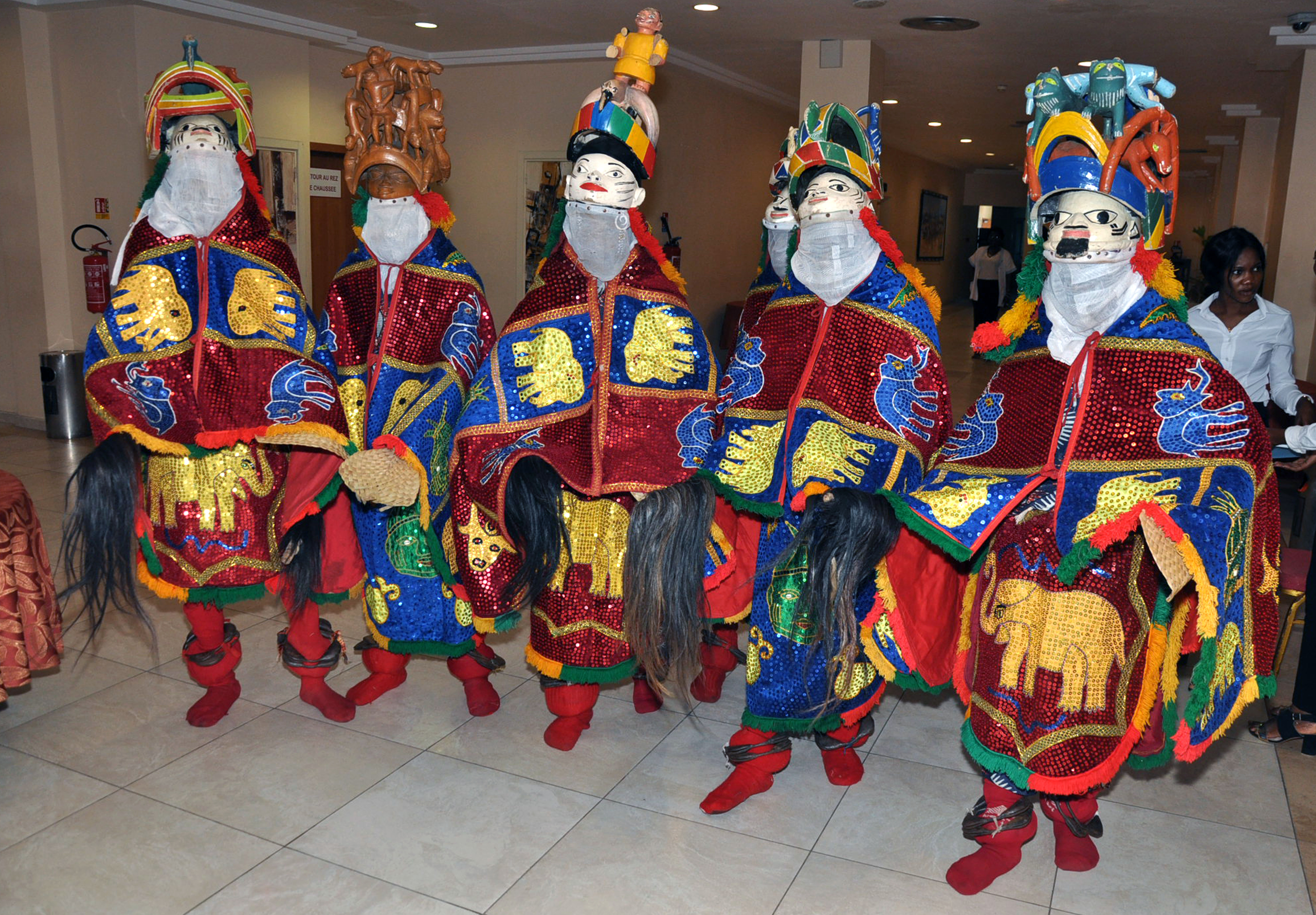
Danse de Guèlède au Bénin.

La danse au Bénin est composée de différents styles qui correspondent aux différentes régions, aux ethnies. Elle peut être considérée comme danse classique ou danse folk. En effet, à chaque groupe socio-culturel correspond une gestuelle, une rythmique qui lui est spécifique. La danse sert à transmettre une tradition, à effectuer un rituel, à honorer une divinité ou à célébrer un événement.

## Types de danses au Bénin

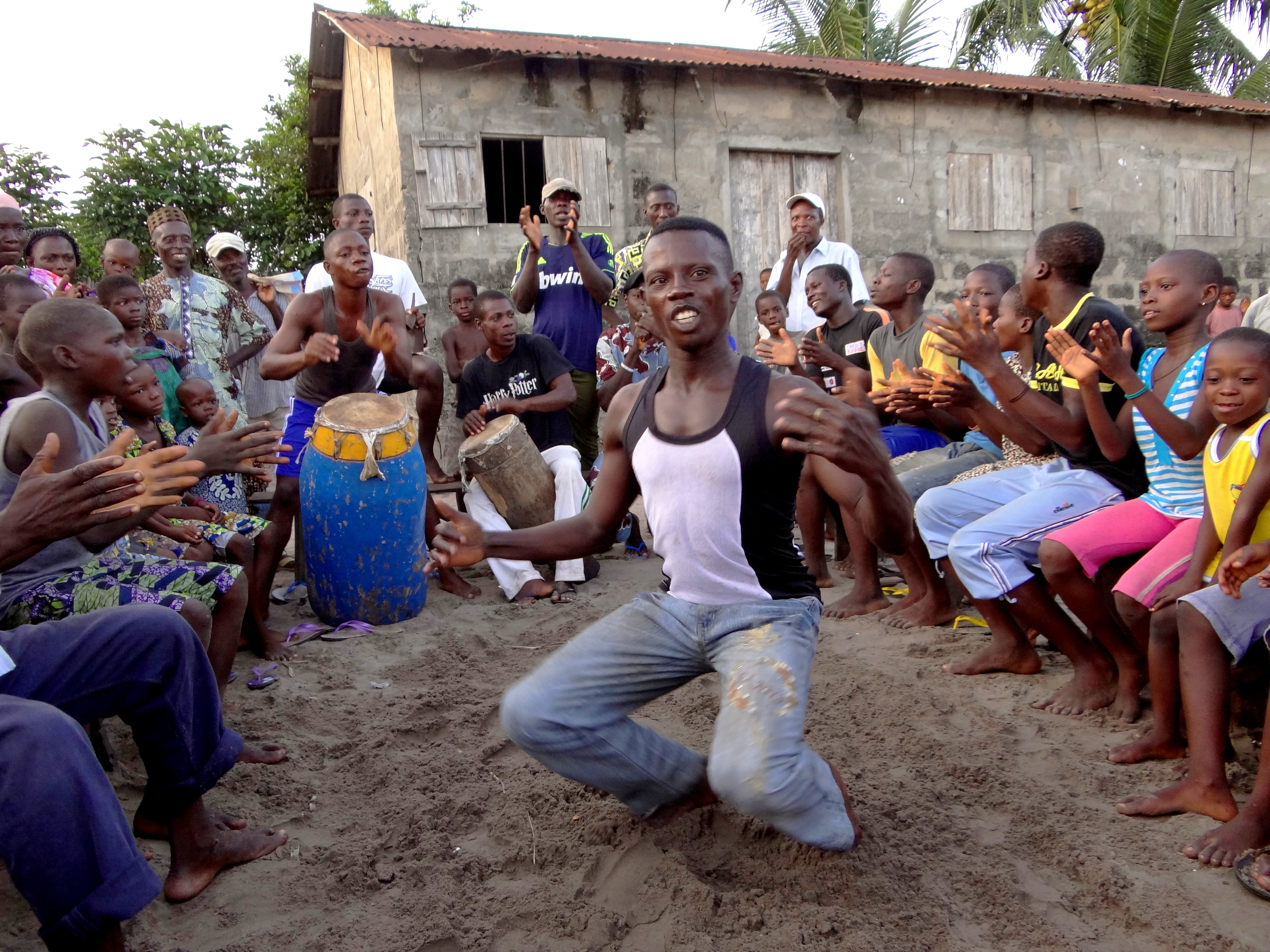
Danse béninoise.

Il existe douze 12[Combien ?] rythmes des danses traditionnelles du Bénin, dont :
1. Eyo et adjahou pour les départements de l’Atlantique et du Littoral dans le Sud du Bénin.
2. Kouloumbou, Akonhoun Massègohoun[2], Bolodjo, kakahoun, et Ogbo des départements de l’Ouémé et du plateau au sud-est du Bénin.
3. Dikambéri et War des départements de l’Atakora et de la Donga du nord-ouest du pays.
4. Koobi et Sinsinnou pour les départements du Borgou et de l’Alibori au nord-est du pays.
5. Akonhoun, Tchinkounmè et Zinli des départements du Zou et des Collines.
6. Agbadja[3], Zandrô, Agbalè, Avivi et Agboka des départements du Mono et du Couffo au sud-est du Bénin.

## Évènements et festivals de danses

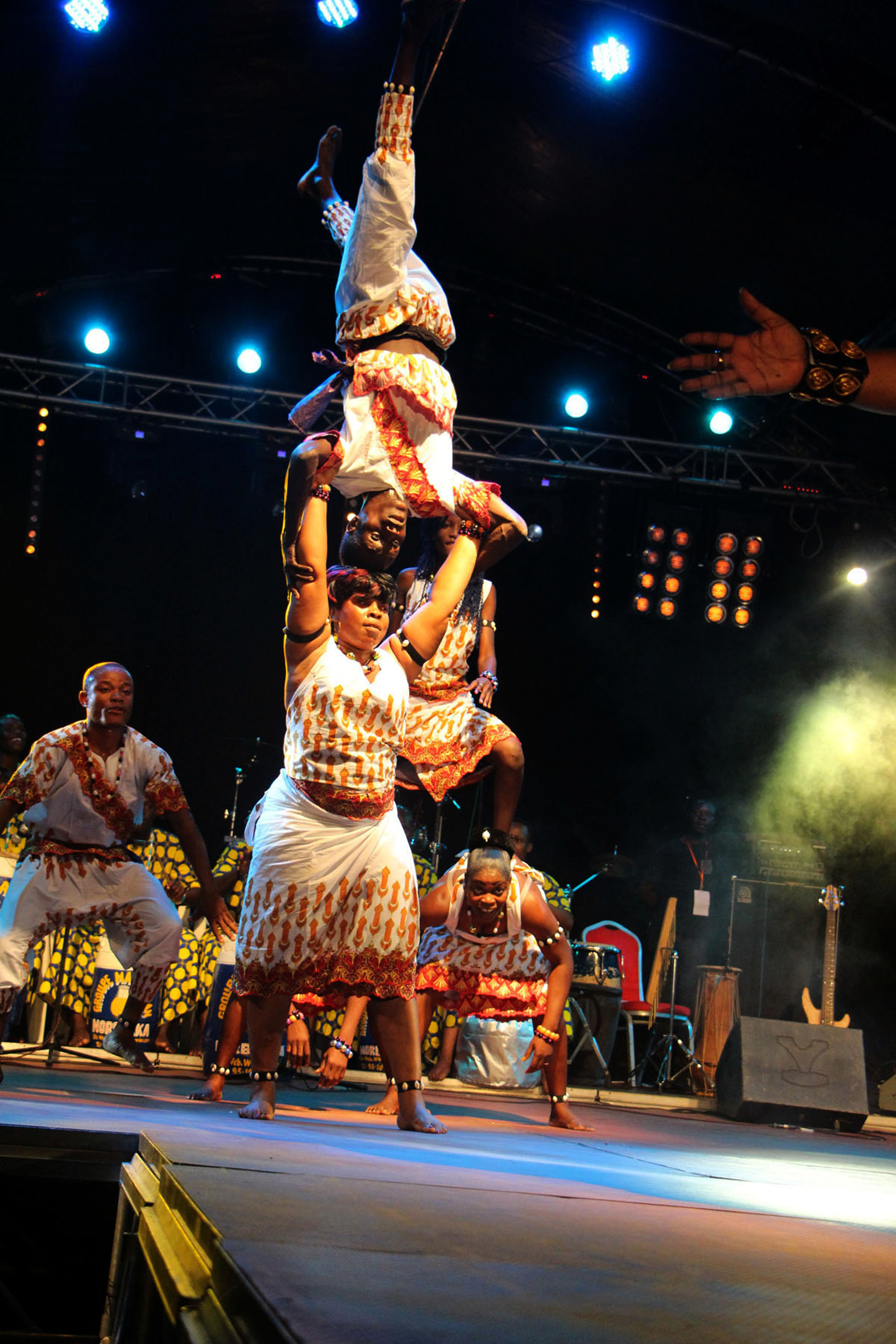
L'artiste révolutionne la force humaine.

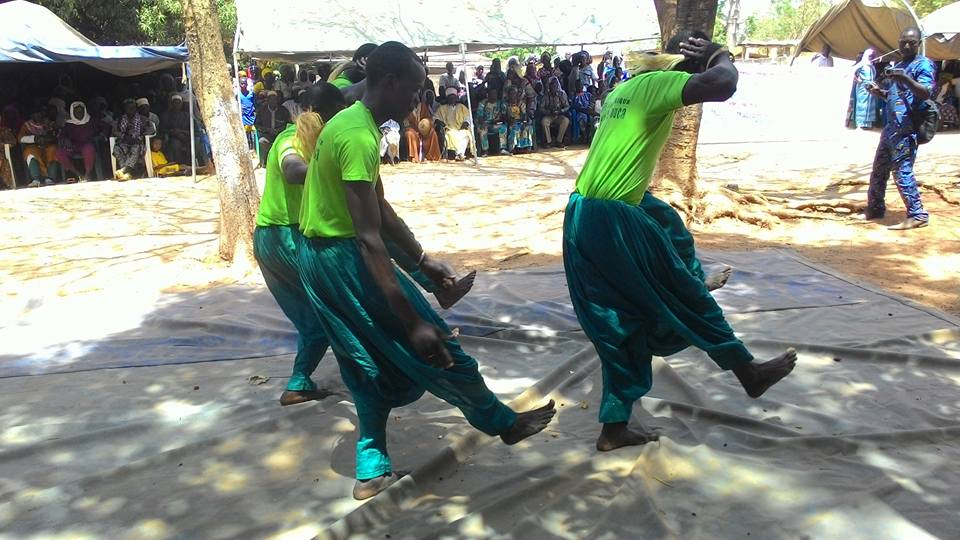
Culture Danse traditionnelle au nord du Bénin.

Le Festival international de théâtre du Bénin (FITHEB), est une initiative de l’Administration publique béninoise, dont l’objectif est de promouvoir et de célébrer le théâtre béninois et africain.
Le Festival national des danses traditionnelles du Bénin, encore dénommé «Ségan» , a pour but de faire découvrir et de promouvoir les 12 rythmes des danses traditionnelles.
Le Festival de danse urbaine Hip-hop réunit les groupes de danseurs de Cotonou et de sa région afin  de valoriser non seulement la danse mais aussi la mode urbaine.
Le Festival des Danses endogènes;
Le Festival Connexion est organisé sous forme d'ateliers et de résidences pour danseurs et chorégraphes béninois et internationaux dans divers espaces publics de Cotonou.
Le Festival International de la Danse AGOGO de Ouidah a été fondé par Allade Coffi Adolphe, directeur artistique et chorégraphe de la troupe de ballet Hwendo Na Bua. Il pour objectif de valoriser et promouvoir le patrimoine culturel béninois.
Le Festival International de Danses et Percussions du Bénin (FIDaP Hwenusu) œuvre à la promotion, la pérennisation des troupes venant du milieu scolaire en vue de la sauvegarde du patrimoine immatériel du Bénin.
L'Ensemble artistique et culturel des étudiants (Eace) s'implique pour la valorisation des danses traditionnelles en milieu universitaire,.

## Enseignement de la danse
La danse n'est pas encore considérée comme une profession à part entière au Bénin ce qui ne favorise pas la production et la formation des artistes. Il y a quelques initiatives parmi lesquelles nous pouvons citer[réf. nécessaire]
Centre des Arts et Métiers de Mèdédjonou qui est un atelier de danse et de percussion "Pépit’Arts de Médédjonnou" dans la commune d'Adjarra, ville dénommée la cité des tambours.
Le Centre Chorégraphique multicorps a l'ambition de transmettre sa passion pour la danse à destination du grand public et des professionnels.
Havana Salsa Club Benin.
Institut national des métiers d'art, d'archéologie et de la culture de l'université d'Abomey-Calavi.

## Galerie

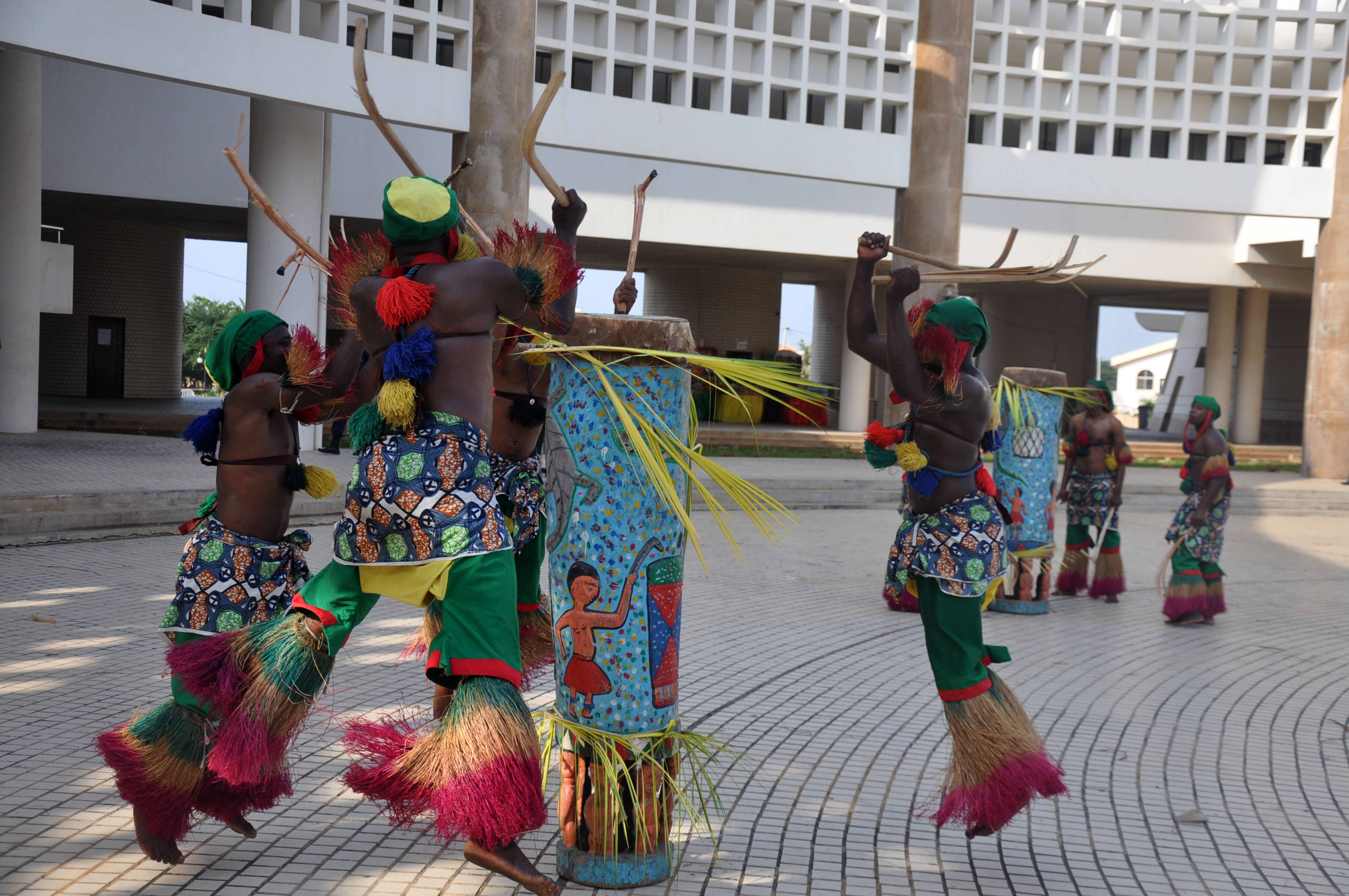
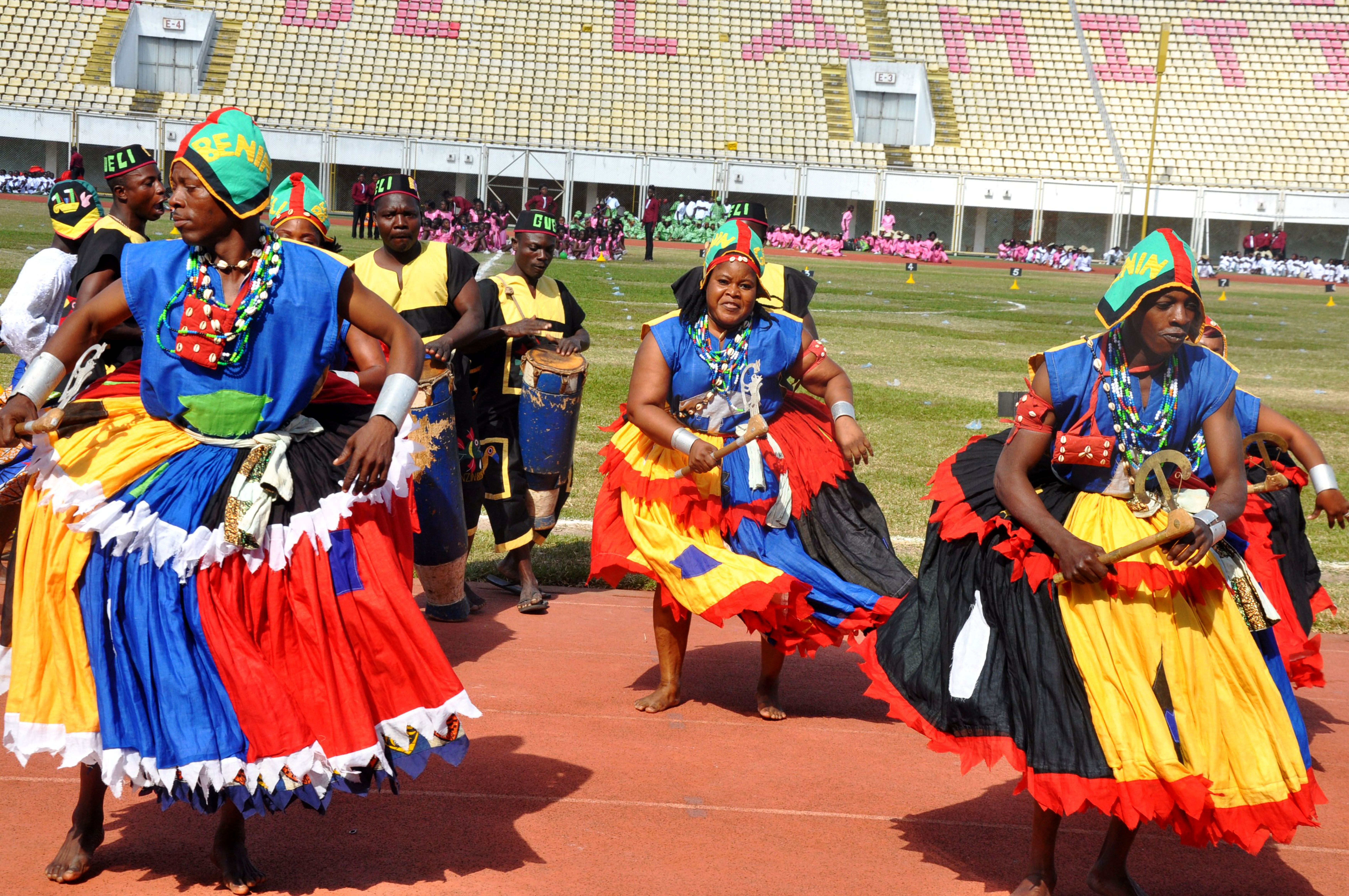
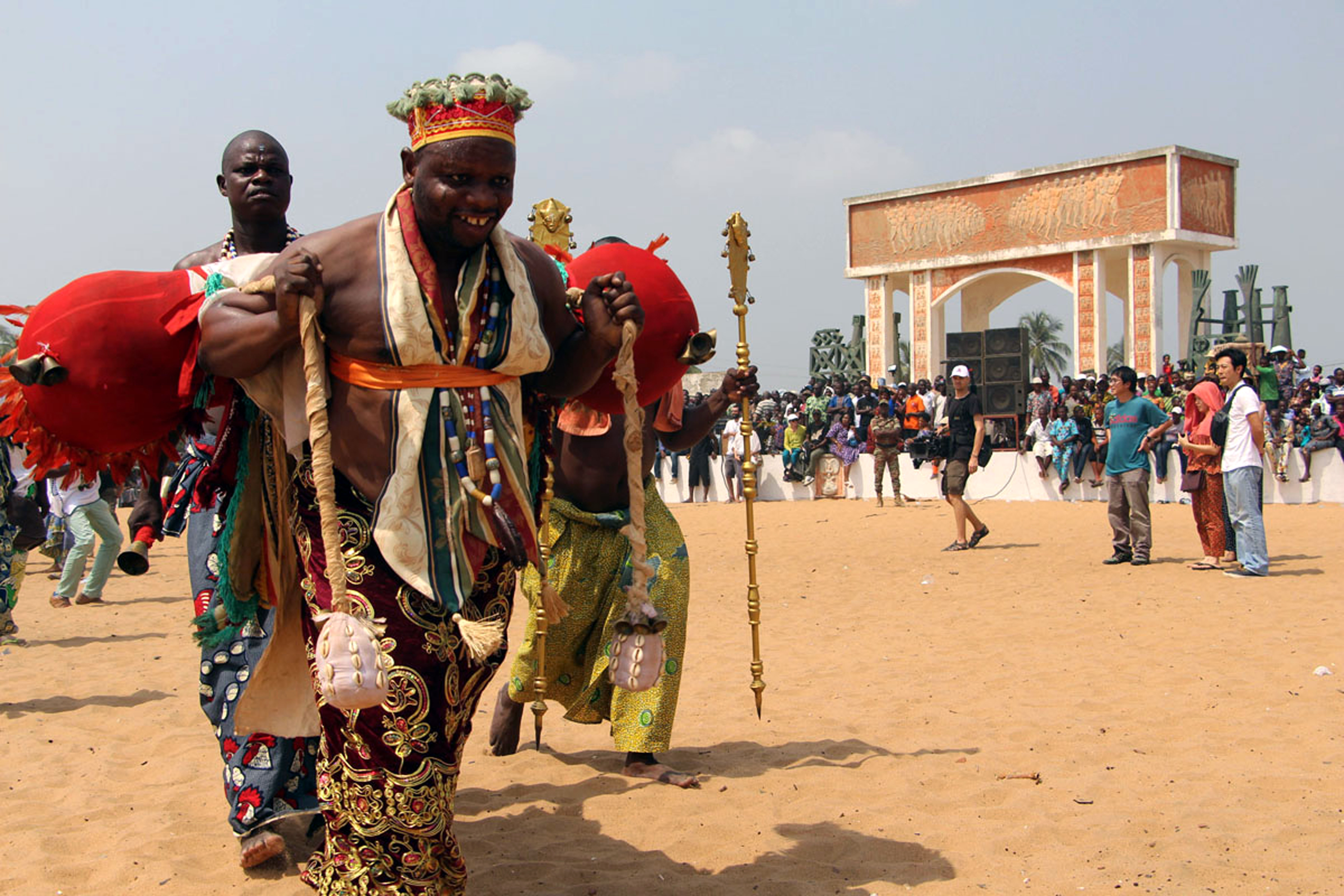
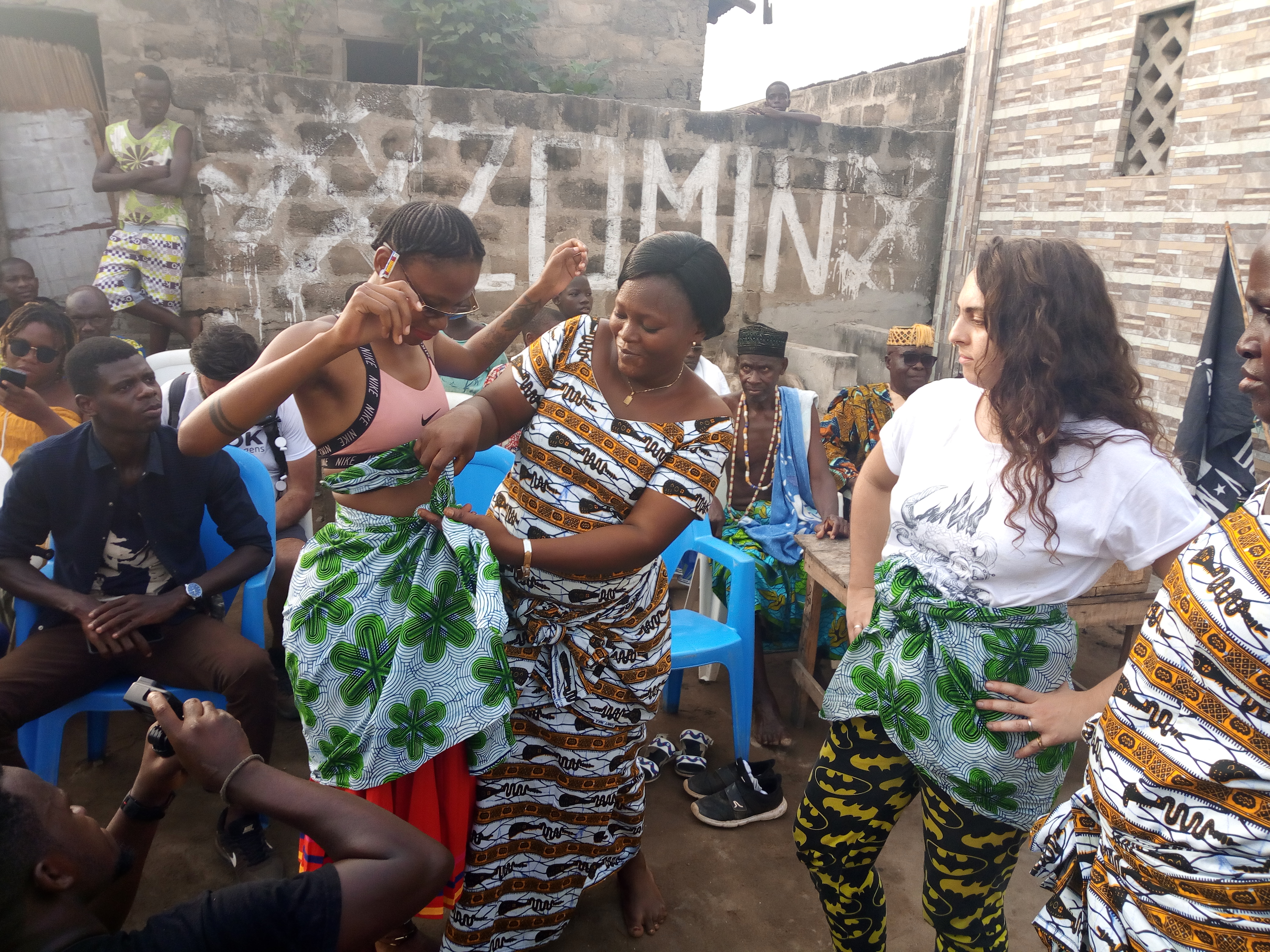
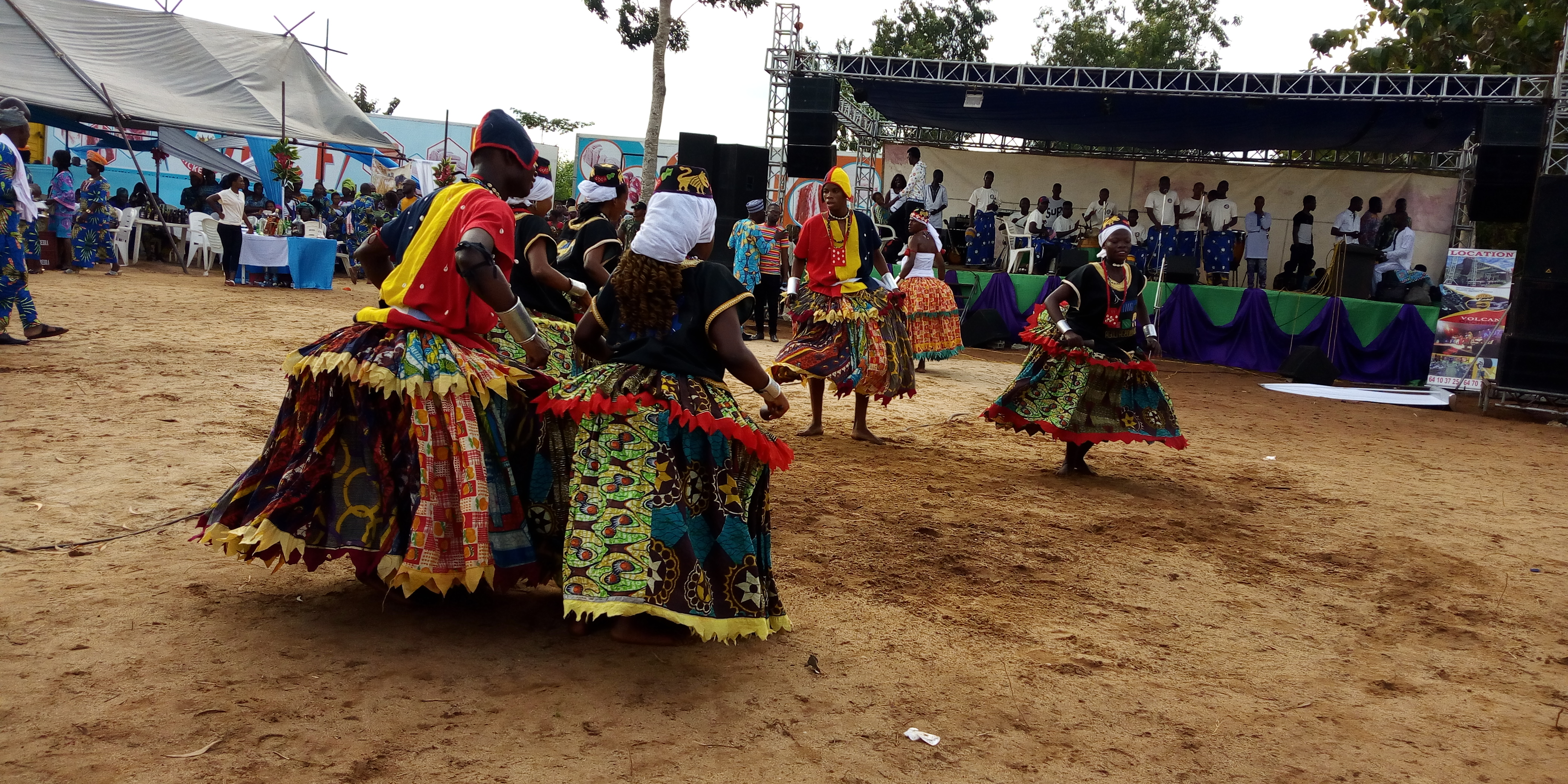
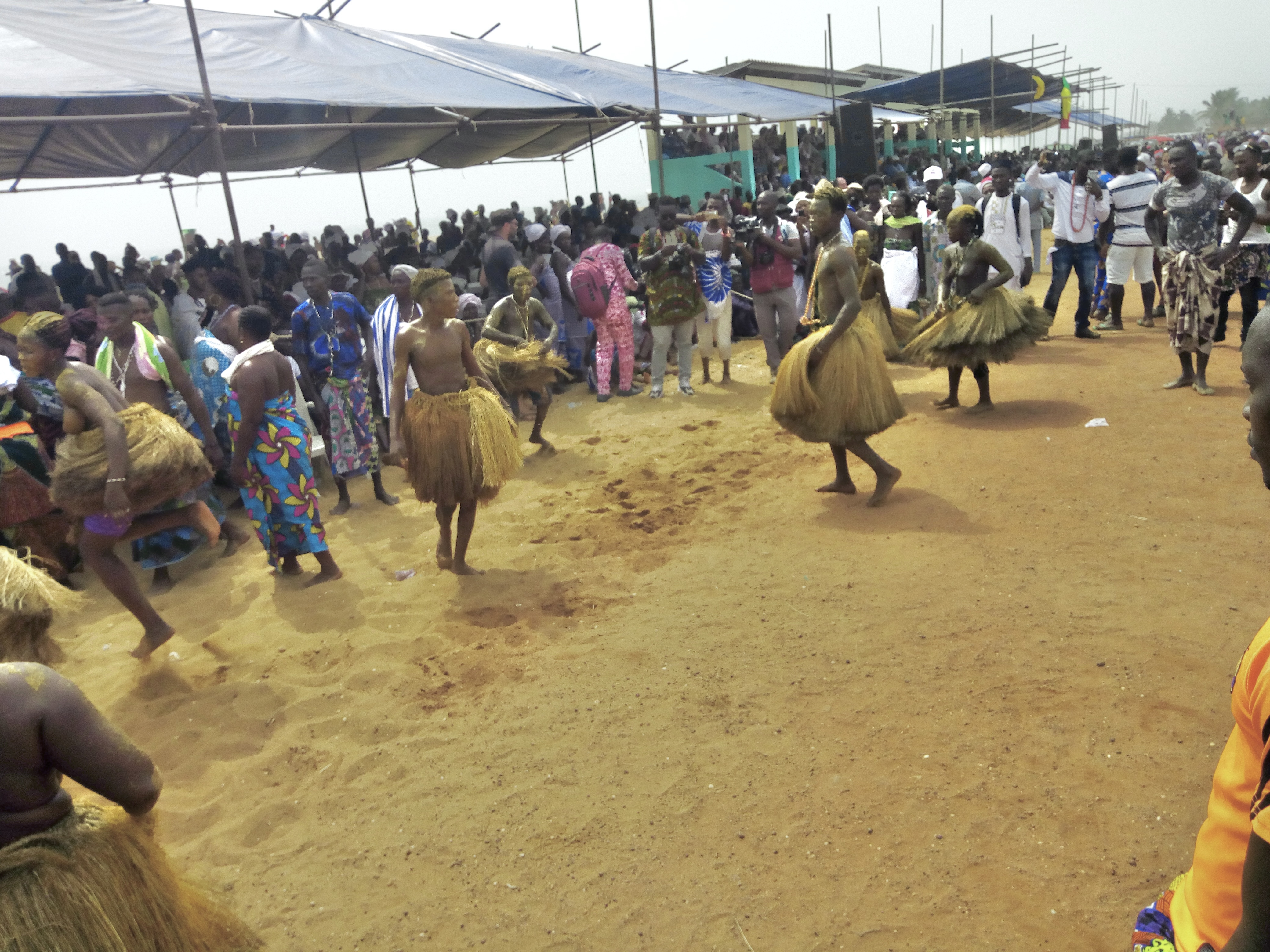
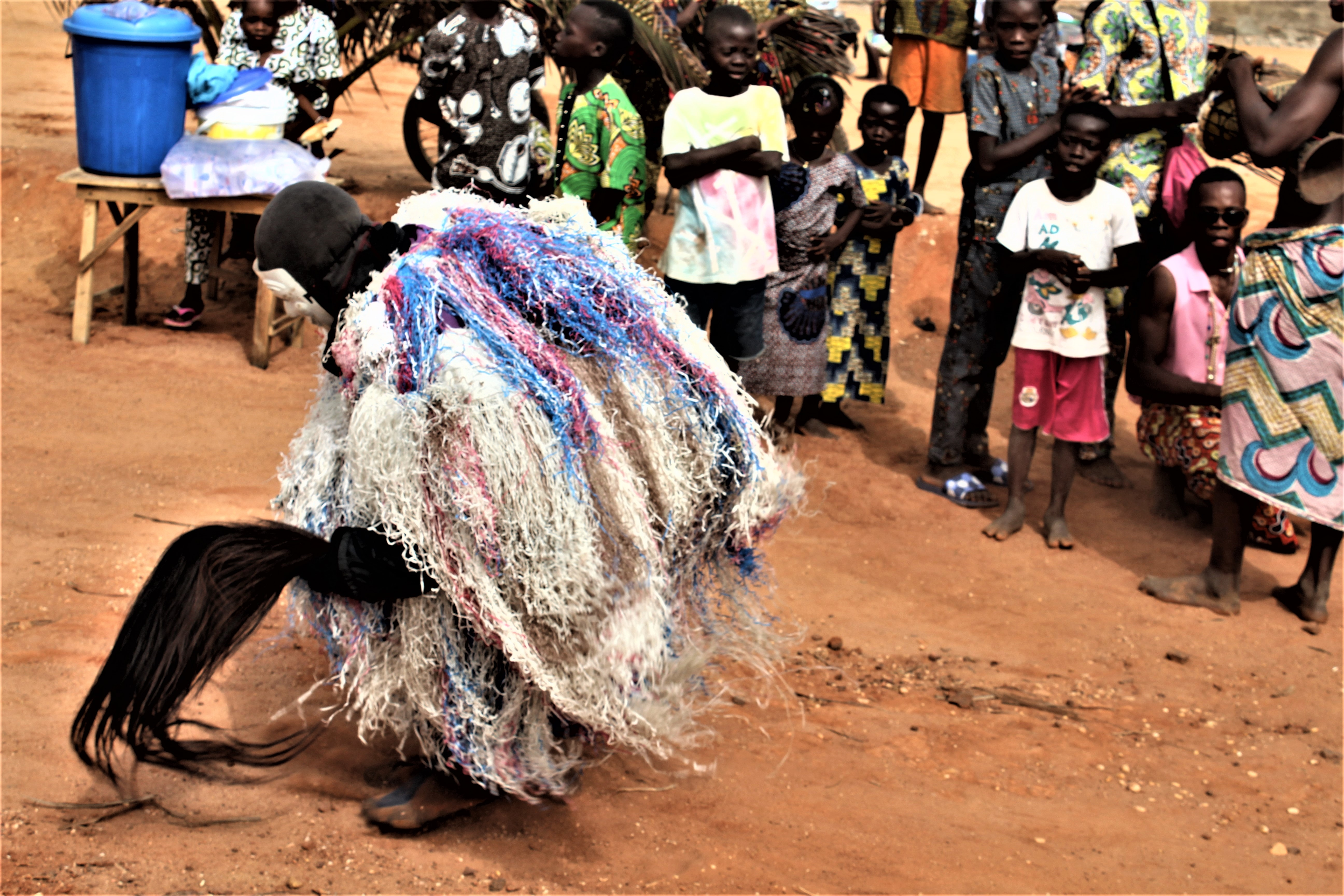

- (Akonhoun) Danse traditionnelle dans le sud Bénin